# Жилін Борис Олексійович
Борис Олексійович Жилін (нар. 22 жовтня 1937, Макіївський район Сталінської області, тепер Донецька область) — український радянський діяч, новатор сільськогосподарського виробництва, майстер машинного доїння корів радгоспу «Вільнянський» Новомосковського району Дніпропетровської області. Депутат Верховної Ради УРСР 7-го скликання. Герой Соціалістичної Праці (22.03.1966).

## Біографія
Народився у селянській родині. Закінчив семирічну школу.
Після закінчення школи переїхав разом із родиною до Синельниківського району Дніпропетровської області, де з 1953 року працював робітником радгоспу імені Будьонного, механізатором радгоспу «Дружба». Закінчив курси механізаторів.
У 1961 році переїхав до Новомосковського району Дніпропетровської області. Працював трактористом радгоспу «50 років Великого Жовтня».
Член КПРС.
З 1963 року — майстер машинного доїння корів радгоспу «Вільнянський» Новомосковського району Дніпропетровської області. Обслуговував 160 корів, досягав високих надоїв молока. Закінчив Новомосковський зооветеринарний технікум Дніпропетровської області.
Потім — на пенсії у місті Новомосковську Дніпропетровської області.

## Нагороди
- Герой Соціалістичної Праці (22.03.1966)
- орден Леніна (22.03.1966)
- медалі